# Theodor-Bauer-Weg
Der Theodor-Bauer-Weg (FAV 008) ist ein Fernwanderweg von Fürth nach Spielberg in Mittelfranken. Er ist 108,4 km lang und verläuft durch den Rangau, das Fränkische Seenland und die Hesselberg-Region. Der Weg ist nach Theodor Bauer, Mitbegründer des Fränkischen Albvereins, benannt.
Markiert wird der Verlauf mit dem Wegzeichen „blauer Punkt auf weißem Grund“.
Der Wanderweg beginnt in Fürth und führt in südwestlicher Richtung nach Ammerndorf im Bibert-Tal. Durch das Rangau geht es über Bürglein und Heilsbronn nach Windsbach an der Rezat. Im Fränkischen Seenland führt der Weg weiter nach Wolframs-Eschenbach, Merkendorf und oberhalb von Ornbau über die Flüsse Altmühl und Wieseth nach Arberg. Über Ehingen geht es zum Hesselberg, mit 689 m der höchste Punkt des Wanderwegs. In östlicher Richtung geht es über Wassertrüdingen zum Zielort Spielberg am Hahnenkamm.

## Streckenverlauf
- Fürth (Bahnhof)
- Ammerndorf (Bibert)
- Bürglein
- Heilsbronn (Grablege der fränkischen Hohenzollern im Münster, Bahnhof)
- Windsbach (Rezat, Fränkisches Seenland, Bahnhof)
- Wolframs-Eschenbach (Minnesänger Wolfram von Eschenbach)
- Merkendorf (Krautstadt)
- Triesdorf (Bahnhof)
- Altmühl und Wieseth oberhalb von Ornbau
- Arberg
- Ehingen (Hesselberg-Region)
- Hesselberg
- Wassertrüdingen (Wörnitz)
- Spielberg (Schloss Spielberg)